# أليس مدلتون بورينغ
أليس ميدلتون بورينغ (22 شباط 1993 - 18 أيلول 1955)، عالمة حيوان وبيولوجيا وزواحف وبرمائيات، كانت تدرّس الأحياء وأجرت أبحاثها في كل من الولايات المتحدة والصين.

## السيرة الشخصية
ولدت أليس مدلتون بورينغ عام 1883 في فيلادلفيا لعائمة مهتمة بالعلوم، (كان شقيقها إدوين غاريغيوس بورينغ المسؤول عن المختبر في جامعة هارفارد).
درست بورينغ في كلية برين ماور وحصلت منها على البكالوريوس عام 1904 وعلى الدكتوراة عام 1910. في كلية برين ماير، درست كطالبة جامعية بإشراف توماس مورغان، وأشرف على رسالتها لنيل درجة الدكتوراة نيتي ستيفنز. بدأت حياتها المهنية في علم الأحياء الخلوي وعلم الوراثة. بين عامي 1910 و1918، كما درّست علم الحيوان في جامعة مين.
عام 1918، غادرت بورينغ الولايات المتحدة متوجهةً إلى الصين، حيث درّست علم الأحياء في كلية اتحاد برلين الطبية.
منذ عام 1923 حتى 1950، عملت في جامعة ينتشينغ. أثناء الحرب العالمية الثانية، وبعد الهجوم على بيرل هاربر، أمضت فترة في معسكر اعتقال في الصين،  عادت بعدها إلى الولايات المتحدة. بعد الحرب، عادت إلى الصين وقضت فيها عدة سنوات؛ قضت السنوات الأخيرة من حياتها تعمل في كلية سميث. عرف عنها توسيع نطاق المعرفة حول البرمائيات والزواحف الصينية للغرب

## مؤلفاتها
- Handbook of North China Amphibians and Reptiles (1932) - كتيب البرمائيات والزواحف في شمال الصين مع Ch'eng-chao Liu و Shu-ch’un Chou
- Survey of Chinese Amphibia (1940) - مسح البرمائيات الصينية، مع كليفورد إتش بوب
- Chinese Amphibians: Living and Fossil Forms (1945) - البرمائيات الصينية: الأشكال الأحيائية والأحفورية

## مطالعة إضافية
- Kraig Adler (1989). Contributions to the History of Herpetology, Society for the study of amphibians and reptiles : 202 p.
- Ogilvie، Marilyn Bailey؛ Choquette، Clifford J. (1999). A Dame Full of Vim and Vigor: A Biography of Alice Middleton Boring; Biologist in China. Harwood. ISBN:978-90-5702-575-4.